# Otto Ludwig Binswanger
Otto Ludwig Binswanger (Münsterlingen, 14 de outubro de 1852 – Kreuzlingen, 15 de julho de 1929) foi um neurologista e psiquiatra suíço.
Nasceu em uma família de médicos famosos. Seu pai fundou o Kreuzlingen Sanatorium. Seu sobrinho Ludwig Binswanger (1881-1966) foi uma figura destacada no movimento da psicologia existencial.

## Biografia
Após receber sua graduação em medicina em 1877, Binswanger passou os anos seguintes trabalhando como assistente de Theodor Meynert em Viena e de Karl Friedrich Otto Westphal no Hospital de Caridade de Berlim.
De 1882 até 1919 foi professor e diretor de psicologia da Universidade de Jena, onde em 1911 recebeu o título de Reitor.

## Publicações
Binswanger escreveu mais de 100 publicações, onde se destacam seus escritos sobra a epilepsia e a histeria. Seu nome está associado à "doença de Binswanger", uma demência subcortical caracterizada pela perda de memória e de capacidade intelectual. Um de seus pacientes mais famosos foi o filósofo alemão Friedrich Nietzsche.